# EGEA
EGEA eller European Geography Association är ett nätverk av europeiska geografistuderande och unga geografer med målet att utbyta geografisk kunskap. För att nå målet ordnar EGEA kongresser, studentutbyten, sponsorerar vetenskapliga kommissioner och publicerar information. Dessa och andra verksamheter fungerar via nätverkets webbsidor, där en stor skara EGEA-medlemmar är aktiva. 

## Organisation
År 1987 möttes studerande från universiteten i Warszawa, Barcelona och Utrecht och fick idén att starta en europeisk geografiförening. Efter grundandet har 18 Årskongresser (Annual Congress) hållits på olika håll i Europa. EGEA har vuxit från de ursprungliga fyra grundarna till ett nätverk bestående av över 80 enheter (entities) i över 20 länder. Varje enhet är aktiv på sitt eget sätt. Vissa mottar endast information som EGEA sänder dem, medan andra enheter har organiserat sig som självständiga lokalföreningar. 
EGEA:s verksamhet är indelad i fyra regioner, nämligen Northern & Baltic, Eastern, Western och EuroMed. Varje region väljer en representant till styrelsen (Board of EGEA). Styrelsen uppgör framtida initiativ och nya direktiv. 

## Aktiviteter
Alla enheter möts en gång i året på Årskongressen. Kongressen ordnas på hösten och är det största evenemanget inom EGEA. Under 5 dagar diskuteras olika ämnen i workshoppar. Den enhet som står värd för kongressen förevisar sitt land/region under minst en exkursion. 
Utöver Årskongressen ordnas regionala kongresser (Regional Congress) av EGEA:s fyra regioner. Dessa ordnas under våren och fokuserar på olika geografiska teman. 
Ett annat sätt för enheter att träffas är studentutbyten, där studerande från ett universitet besöker studerande från ett annat universitet. Dessa organiseras rätt ofta med målet att besöka ett land på ett billigt och icke-turistiskt sätt. De båda enheterna organiserar besök för sina medlemmar och värdenheten organiserar programmet för den gästande enheten. Under dessa utbyten som normalt räcker en vecka brukar man besöka fakulteten, göra geografiska exkursioner, förevisa staden och närliggande områden på ett informellt sätt. Under veckan bekantar sig deltagarna med varandra. Resekostnaderna betalas av besökarna, medan värdgruppen står för mat, uppehälle och program. 

## EGEA i Norden
I Norden finns det enheter vid universiteten i Köpenhamn, Oslo, Trondheim, Lund, Helsingfors, Åbo, Joensuu och Uleåborg.